# DSB MG
Der DSB MG ist eine Baureihe vierteiliger Dieseltriebwagen von AnsaldoBreda für den Fernverkehr des dänischen Eisenbahnunternehmens Danske Statsbaner (DSB). Der Zug ist auch als Bauart IC4 bekannt. Es gab bei Auslieferung und Betrieb bereits mehrfach Komplikationen, die Züge gelten als mängelbehaftet.

## Fahrzeuge
Die Fahrzeuge sind vierteilig, mit Jakobs-Drehgestellen zwischen den Wagenteilen. Sie bestehen jeweils aus zwei Endwagen der DSB-Baureihe MG und je einem Mittelwagen der DSB-Baureihe FG und einem Niederflur-Mittelwagen der DSB-Baureihe FH. Je Triebzug werden 187 Sitzplätze in zwei Klassen angeboten, dazu kommen 21 Klappsitze. Bis zu vier der vierteiligen Einheiten können zu einem Zug zusammengekuppelt werden.

## Geschichte

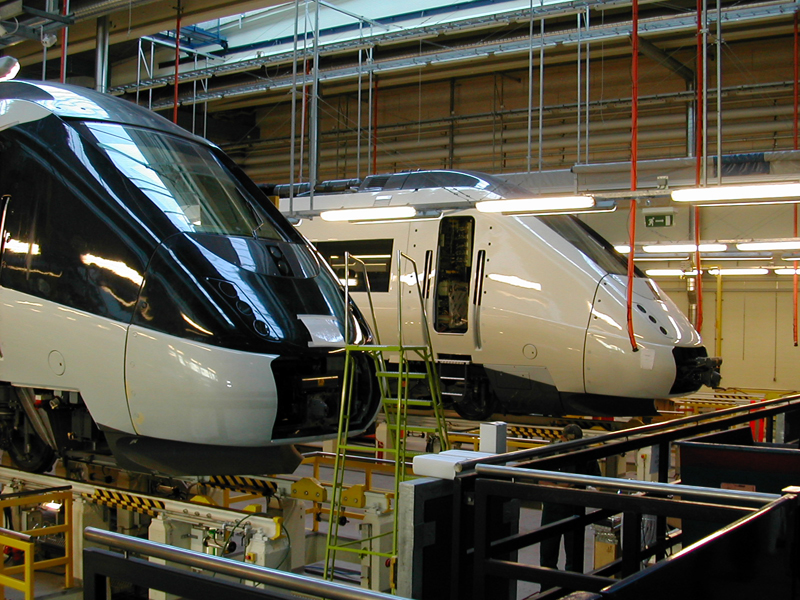
Zwei MG im Betriebswerk Aarhus

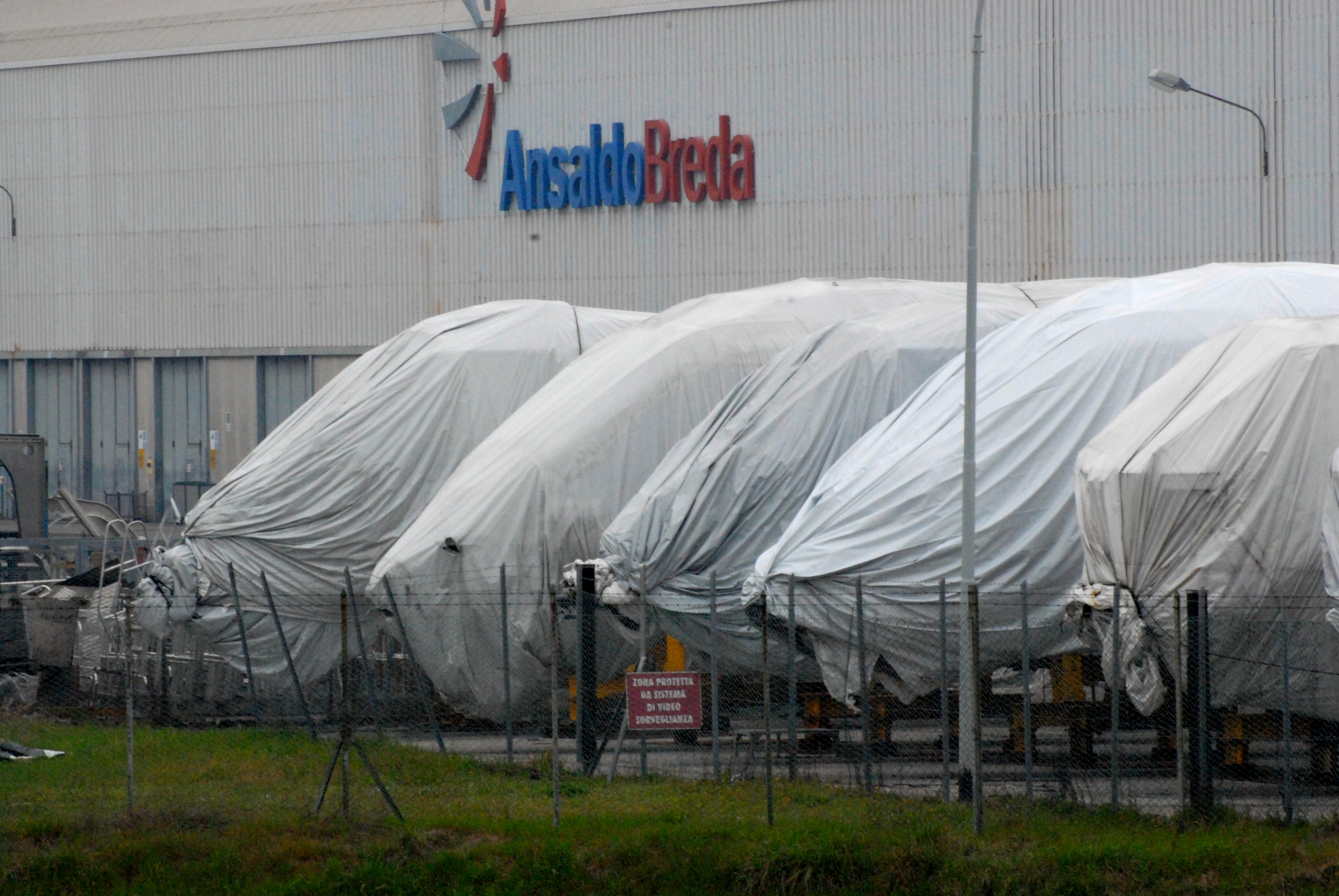
Mehrere bei AnsaldoBreda abgestellte IC4

Nach einer europaweiten Ausschreibung bestellten die DSB im Dezember 2000 insgesamt 83 vierteilige Einheiten beim Hersteller AnsaldoBreda. Die MG-Züge sollten die DSB MF (auch als IC3 bekannt) im Fernverkehr ablösen. Die IC3-Einheiten sollten wiederum lokbespannte Züge im Regionalverkehr ablösen.
Die ersten Züge sollten im April 2003 ausgeliefert und ab Januar 2004 bis 2006 in Dienst gestellt werden. Technische Probleme bei einem Zulieferer machten diesen Zeitplan erstmals zunichte. Im Sommer 2007 befanden sich schließlich erste Züge im Zulassungsverfahren. Als vorübergehender Ersatz wurden im Verkehr nach Deutschland angemietete ICE-TD eingesetzt.
Mitte 2008 stellten die DSB dem Hersteller ein Ultimatum. Bis Mai 2009 müssen demnach mindestens 14 Züge die Voraussetzungen für eine uneingeschränkte Zulassung erfüllen. Darüber hinaus müsse zumindest eine Einheit in vollem Umfang den vertraglich vereinbarten Bedingungen entsprechen. Sollte der Hersteller dies nicht einhalten, wollte die DSB von dem 670-Millionen-Euro-Vertrag zurücktreten. Bis Mitte 2008 kamen die Züge nicht über den Probebetrieb und einzelne Einsätze im Reiseverkehr hinaus. Probleme bereitet insbesondere die Vielfachsteuerung.
Am 1. Dezember 2008 nahm die DSB den Fahrgastbetrieb mit ersten Triebzügen auf. Bereits seit 7. August 2008 waren die Dieseltriebwagen im Raum Aarhus getestet worden. Bis Anfang Dezember 2008 wurden fünf Triebzüge an die DSB übergeben.
Bis im Mai 2009 schaffte es AnsaldoBreda, die geforderten 14 Züge zu liefern, so dass die DSB nicht vom Vertrag zurücktrat. Allerdings mussten alle 14 Züge nochmals zurück nach Italien, um mechanische Änderungen und ein Softwareupdate durchzuführen.
Im 20. Mai 2009 einigte sich die DSB mit AnsaldoBreda dahingehend, dass 83 IC4 und 23 IC2 bis 2012 zu liefern sind und AnsaldoBreda eine Abfindung von 2,25 Mrd. DKK (300 Mio. EUR) zu bezahlen hat, die von der DSB für Folgendes verwendet wird:
- 0,8 Mrd. DKK (107 Mio. EUR) für die Fertigstellung und Verbesserung der Züge in einer Werkstatt in Ostjütland
- 0,7 Mrd. DKK (94 Mio. EUR) für die Miete von Ersatzzügen (45 Doppelstockwagen bei Railpool und drei Dieseltriebzüge ICE-TD)
- 0,5 Mrd. DKK (67 Mio. EUR) für ein Aktionsprogramm zur Verbesserung der Pünktlichkeit im Fern- und Regionalverkehr
- 0,25 Mrd. DKK (34 Mio. EUR) wurden bereits 2005 ausbezahlt und sind deshalb schon verwendet worden.[6]

Die Ausgleichszahlungen, die für die um mehr als fünf Jahre verspätete Ablieferung zu zahlen sind, machen nahezu die Hälfte des Auftragswertes aus. Die Serienfertigung war zwischenzeitlich von Pistoia nach Mailand verlegt worden.
In der zweiten Jahreshälfte 2009 wurde ein weiterer Zug ausgeliefert. Bis Herbst 2012 sollen alle 83 ausgeliefert sein. Falls die Ablieferung von acht Zügen mehr als sechs Monate in Verzug gerät, können die DSB vom Vertrag zurücktreten.
Im Verlauf der Einsatzproblematik mit den Triebzügen waren DSB 2010 gezwungen, weiter auf die die Umwelt verschmutzenden Lokomotiven der Reihe ME im Bereich von Kopenhagen zuzugreifen. Die Verschmutzung durch die Dieselloks übertraf weit die Emissionen, die für LKW in Kopenhagen gelten. Deshalb wurden für 20 der vorhandenen Lokomotiven von EMD in den Vereinigten Staaten so genannte Emissionskits beschafft, die die Verschmutzung mit Stickoxiden (NOx) um rund 34 Prozent und die Verschmutzung durch Ruß (Partikel) um 37 Prozent reduzieren. Die Menge an unverbranntem Öl in dem Abgas wird ebenso vermindert. Nach dem Umbau entsprechen die Lokomotiven dem Standard der amerikanischen Umweltbehörde EPA Tier 0 Regulation 40 CFR Part 20.
Am 4. Mai 2011 hat die DSB die weitere Lieferung von IC4 gestoppt, nachdem die Züge stark mängelbehaftet waren und nur ein geringer Teil der gelieferten Züge eingesetzt werden konnte. Die DSB hat Werkstattkapazitäten in Dänemark erweitert, um die Züge selbst nacharbeiten zu können.
Am 15. November 2011 wurden durch die DSB bis auf Weiteres alle MG stillgelegt und durch andere Fahrzeuge ersetzt. Zuvor hatten am 4. November 2011 in Høje Taastrup und am 7. November 2011 in Marslev Sogn zwei IC4 aufgrund von Problemen mit der Bremstechnik haltzeigende Signale überfahren. Die dänische Untersuchungsbehörde stellte Ähnlichkeiten zwischen beiden Vorfällen fest, woraufhin die Züge bis zur Klärung des Sachverhalts aus Sicherheitsgründen abgestellt wurden.
Am 11. Juli 2012 nahm die DSB den Fahrgastbetrieb zwischen Aarhus und Esbjerg mit ersten IC4-Zügen wieder auf. Am 13. August 2012 folgte der Streckenabschnitt zwischen Aarhus und Aalborg.
Nachdem unklar war, ob die Beschaffung von insgesamt 74 Zügen bis 2019 realistisch wäre, wurde eine Studie beauftragt. Diese kam 2015 zu dem Schluss, dass die Beschaffung erreichbar sei.

## Abstellungen und Wiederinbetriebnahme

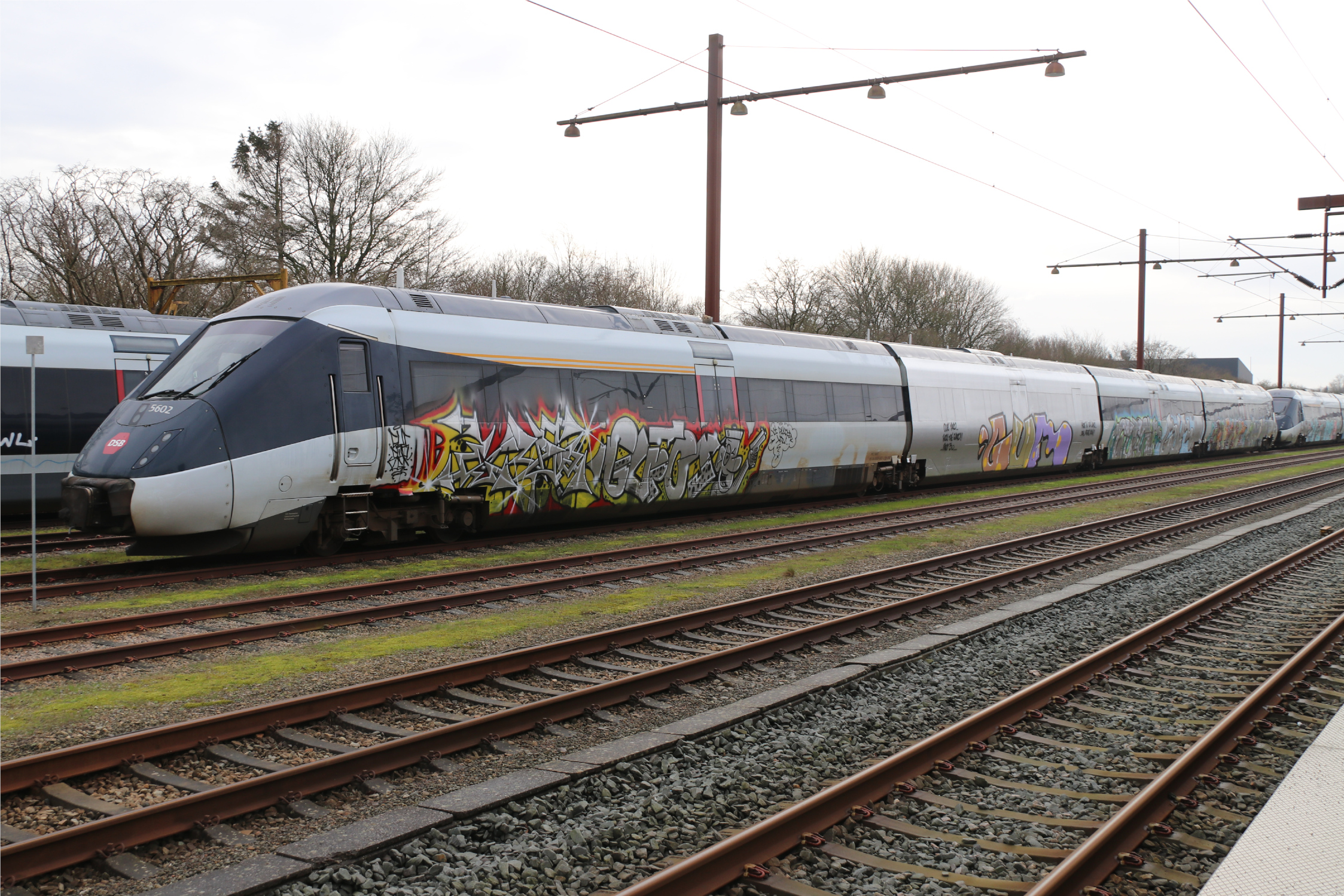
DSB MG 5602 in Tinglev

Die IC2-Zugverbände erfüllten nicht die Anforderungen, die Voraussetzung für einen stabilen Einsatz im Schienenverkehr sind. Diese wurden nur in sehr geringem Umfang genutzt. So wird zukünftig die Konzentration auf der Betriebssicherheit der IC4-Garnituren liegen, auf die mittelfristig nicht verzichtet werden kann. Um die Abhängigkeit von den unsicheren Zuggarnituren zu reduzieren, wurden Investitionen wie die Beschaffung neuer Elektrolokomotiven geplant. Alle 23 IC2-Garnituren sowie 5 MG-Garnituren wurden mit Wirkung vom 23. August 2016 abgestellt.
Mit der Abstellung der IC2-Züge wurde eine Abschreibung von 588 Millionen Kronen in die Bilanz eingestellt. Gleichzeitig wurden fünf betrieblich nicht mehr notwendige und ebenfalls abgestellte IC4-Garnituren mit 85 Millionen Kronen abgeschrieben.
Im Dezember 2016 wurden die Züge aus dem Fernverkehr genommen und dem Regionalverkehr bis zur Aussonderung zugewiesen.
Am 7. März 2017 stellten die DSB den Verkehr mit den Triebzügen bis auf Weiteres völlig ein. Diese Entscheidung folgt auf einen Vorfall an diesem Tag, als eine Hydraulikpumpe an einem Zug in der Nähe von Hedehusene ausfiel. Dies war der zweite Ausfall innerhalb von zwei Wochen. Nach einer gründlichen Analyse wird entschieden, ob die Triebwagen wieder in Betrieb genommen werden.
Am 24. März 2017 beschlossen die DSB den schrittweisen Wiedereinsatz der Triebzüge ab dem 27. März. Als erster Schritt verkehrten ab diesem Tag wieder Eilzüge zwischen Aarhus und Fredericia. Ab 29. März werden die Regionalzugverbindungen zwischen Aarhus, Fredericia und Esbjerg, sowie die morgendlichen Schnellzüge ab Aarhus und Odense nach Kopenhagen wieder aufgenommen.  Es wurde eine temporäre Lösung geschaffen, um sicherzustellen, dass die losen Hydraulikpumpen keine Gefahr für die Sicherheit darstellen. Sie wurden mit einer Überwachung ausgestattet, ferner werden die Zugeinheiten häufiger überprüft.

## Verbleib
Die bereits zwischen 2013 und 2016 abgestellten und anschließend zum Jahresende 2016 abgeschriebenen Garnituren MG 5606, 5607 sowie 5612–14 wurden 2017 in Randers verschrottet, 5608, 5616 und der beim Eisenbahnunfall auf der Storebæltsbro beschädigte 5661 folgten 2019.
Nach einer Meldung der Zeitschrift Ingeniøren vom 2. Juni 2022 sollen die DSB alle noch vorhandenen 74 Züge an einen ausländischen Interessenten verkauft haben.

## Erwähnenswertes
Der italienische Premierminister Silvio Berlusconi hat dem libyschen Revolutionsführer Muammar al-Gaddafi zum 40. Jahrestag seiner Revolution 2010 als Staatsgeschenk einen zum Salon-Triebwagen umgebauten IC4 aus der laufenden Produktion dieser Züge für die Dänischen Staatsbahnen übereignet. Es handelte sich um eine vierteilige Einheit mit zwei Salon- und einem Konferenzwagen. Zur Ausstattung gehörten eine italienische Espressomaschine und ein Jogging-Laufband. Der Dieseltriebwagen ist für Geschwindigkeiten bis zu 200 km/h ausgelegt. Da als einzige befahrbare Strecke in Libyen – als Teststrecke bei Tripolis – lediglich ein fünf Kilometer langer Abschnitt der Bahnstrecke Ras Ejder–Sirt existiert, kam er nie zum Einsatz. Er hat den Bürgerkrieg aber wohl unbeschadet überstanden.
Der Zug ist auf einer Satelliten-Aufnahme vom 10. November 2013 von Google Earth (IC4-Zug von AnsaldoBreda in Libyen) sichtbar.